# Exobasidium sphyrospermii
Exobasidium sphyrospermii ist eine Pilzart der Familie der Nacktbasidienverwandten (Exobasidiaceae) aus der Ordnung Ustilaginomycotina. Sie ist ein Endoparasit von Sphyrospermum cordifolium. Symptome des Befalls durch den Pilz sind rötliche Blattgallen auf den Blättern der Wirtspflanze. Die Art ist auf dem Gebiet Costa Ricas beheimatet.

## Merkmale

### Makroskopische Merkmale
Exobasidium sphyrospermii ist mit bloßem Auge zunächst nicht zu erkennen. Symptome des Befalls sind sehr große, rosa-rote Gallen auf den Blättern aus, begleitet durch hypertrophische, spindelförmige Flecken auf den Stängeln. Auf den Blattunterseiten tritt im Spätstadium des Befalls Myzel als weißer Filzteppich aus.

### Mikroskopische Merkmale
Das Myzel von Exobasidium sphyrospermii wächst wie bei allen Nacktbasidien interzellulär und bildet Saugfäden, die in das Speichergewebe des Wirtes wachsen. Der Pilz besitzt eine monomitische Hyphenstruktur aus rein generativen, 1,5–2 µm dicken Hyphen ohne Schnallen. Die zweisporigen, 21–27 × 2,5–3 µm großen Basidien sind an der Basis einfach septiert. Sie wachsen direkt aus der Wirtsepidermis oder aus Spaltöffnungen. Die Sporen sind hyalin, dünnwandig und 6–10,5 × 1–2 µm groß. Reif haben sie ein Septum. Die Konidien sind 9–11 × 1,5 µm groß und annähernd wurstförmig.

## Verbreitung
Das bekannte Verbreitungsgebiet von Exobasidum sphyrospermii umfasst nur die Typlokalität in der Provinz Cartago in Costa Rica.

## Ökologie
Die Wirtspflanze von Exobasidium sphyrospermii ist Sphyrospermum cordifolium aus der Familie der Heidekrautgewächse. Der Pilz ernährt sich von den im Speichergewebe der Pflanzen vorhandenen Nährstoffen, seine Basidien brechen später durch die Blattoberfläche und setzen Sporen frei. Diese keimen, nachdem sie auf geeignetes Substrat gefallen sind, zu Keimschläuchen und Konidien, aus denen sich dann neues Myzel entwickelt.